# Tre-sen
tre-sen（トレセン）は、横浜エフエム放送（FMヨコハマ）が放送していたラジオ番組である。

## 概要
- 番組名の由来は「trend sensitive」（流行について敏感に反応する）と「取れたて・新鮮」のダブル・ミーニングとされている。番組開始当初は「トレンドの先端」とも言われていた。
- 決め台詞は「覇魂!」（バッコン）。また、この番組に参加しているリスナーは、「トレセナー」と呼ばれている。
- 以前放送されていたTHE RANKINGやMUSIC KINGDOMを踏襲したもので、番組独自に集計した1位 - 30位までの音楽ヒットチャートを毎日放送している。
- ミュージシャンをゲストとして呼ぶコーナーがあるほか、アーティスト自身がDJになるアーティストDJというコーナーもあった。
- 2012年9月28日をもって、tre-senでの番組タイトルの放送を終了。
- 2012年10月1日より、『Tresen+』とタイトルをリニューアルし、放送時間も16時30分 - 20時に繰り上がることが、2012年9月24日の番組エンディングで光邦より発表された。

## 放送時間
2006年の放送開始から20時 - 23時の枠での放送だったが、2009年4月1日より放送時間が1時間繰り上がり、19時 - 22時枠での放送となる。
2010年8月 - 2012年9月
- 月 - 金曜 19:00 - 22:00

過去
- 2006年4月 - 2009年3月
月 - 金曜 20:00-23:00
- 2009年4月 - 2010年7月
金曜 19:00 - 22:30

## 出演者・スタッフ
出演者
- 光邦 - メインパーソナリティ（2007年3月までは水曜日 - 金曜日）
- じゅんご - アシスタントパーソナリティ、木曜コーナーMC

過去のパーソナリティ
- 西任白鵠（2007年3月まで月・火曜）

スタッフ
時折出演する時がある。
- 「きなっち（市川喜納蔵）」
- 「ダースベイD」
- 「ノリペッツ」
- 「しゅりちゃん」
- 「おぐり」
- 「タイロン」

## コーナー

### 毎日
- ゲストコーナー（19:20頃 - ）
お決まりのジングルが流れる。ゲストが男性なら『銭形平次』のテーマ曲（舟木一夫）が流れ「男だったら」で切られる。また女性なら『魅せられて（ジュディ・オング）』が流れ「女は」で切られて「tre-sen」という英語が流れる。
  - 「かけるかな？」
ゲストにあるお題が出され、そのお題の絵（文字は書いてはいけない）を手のひらサイズの色紙に描く。制限時間はそのゲストの曲が流れている約3分間。曲の後、その絵をゲストの担当番記者に見せ、（担当番記者をうまく誘導し）何の絵かを担当番記者が答えられたら翌日の曲のオンエア権ゲットとなる。色紙は翌週一週間新星堂横浜ジョイナス店に展示される。お題は、難易度の低いほうから順に初級、中級、上級、超上級、パネぇ級とトレセナーが考えた難易度不明のリスナー級がある。
- 気合注入、バッコン！（19:55 - ）
光邦が気合注入の言霊「覇魂!」を言っていく。ゲストコーナーが長引くと8時台に繰り下げとなる。覇魂は（制覇の「覇」に「魂」と書いて「バッコン」と読む）光邦の造語である。
- tre-senデイリーチャートカウントダウン（20:00 - ）
前日のTOP10をフラッシュで振り返り（月曜日は前週金曜日のチャートフラッシュバックになる）、30位 - 21位までをカウントダウンした後、ニューエントリー曲や注目曲をピックアップしてオンエアし、20位 - 11位、10位 - 4位までの中から同じくピックアップされ、TOP3は全てオンエアされる（ただし、時間の関係上オンエアの時間にバラつきが多く、基本的にフルコーラス掛かることは無い）。放送終了後には、番組ブログにデイリーチャートのランキングが更新される。
- トレセンバラエティー（後述）（20:20 - ）
- 今日の出来事（21:45 - ）
2位の曲がオンエアされた後、tre-sen放送中に起こった出来事からクイズ（普通は三択）を出題し、正解者の中から抽選で3名（毎月最終日は10名）にtre-senと月替わりのアーティストとのコラボレーションステッカーがプレゼントされる。締切は1位の曲が流れ終わる間まで。尚、番組終了最終週は、通常月末10人の所、毎日10人にステッカーがプレゼントされた。

### 曜日代わり
月曜日
- トレセンバラエティ「IMA Berry Good」（IMALU）
2010年9月から前コーナーからリニューアルする形で開始した。IMALUが最近起こった出来事を話したりトレセナーの質問や相談、おすすめの曲を紹介したりする。「「IMA（今）」を楽しめるような番組！」を謳っている。このコーナーは生放送。
- バッコン☆ナイトフィーバー（21:00 - ）
ラーシー古賀のスーパーディスクジョッキがポップなナンバーとトレセナーの熱いメッセージとラーシー古賀の噂などを紹介し合うコーナー（以前は火曜日に放送されていたが、覇魂！F・マリノス同好会と曜日入れ替え）。
- 夜の連続ラジオ小説 「しゅりちゃん」
tre-senスタッフ「しゅりちゃん」が、地元沖縄弁で落ち込んでいるトレセナーを励ますコーナー。決め台詞は、「なんくるないさ〜！」

火曜日
- トレセンバラエティー「男ZUSHI MAX」（キマグレン）
以前当局で放送されていた「男ZUSHI」の派生版。原則収録にて放送。
- 覇魂！F・マリノス同好会（21:00 - ）
マリノスホームゲーム日産スタジアムのDJをつとめる光邦が、ファンからの熱いメッセージやマリノスの最新情報などを伝えるもの。このコーナーはJリーグ開催時のみの放送でJリーグがオフシーズンの時は放送されない。また覇魂Ｆ・マリノス同好会会員証を、毎週抽選で5名にプレゼントされる（以前は月曜日に放送されていたが、バッコン☆ナイトフィーバーと曜日入れ替え）。
- 閣下、出番です！（21:20 - ）
聖飢魔IIの楽曲、蠟人形の館でデーモン小暮閣下がシャウトする「お前も蝋人形にしてやろうか！」をもじったパロディコーナー。「お前も○○にしてやろうかぁ」の○○に当てはまる言葉をリスナーが考え、似非閣下が発表していく。内容は単語とは限らず、気分やあるあるネタ等さまざま。MVPはtre-senのブログと番組内で発表される。また、その週の最優秀作品の投稿者には「閣下の訳ありポスター」がプレゼントされる。また、2009年2月13日（金曜日）には、本物の閣下が登場した。

水曜日
- トレセンバラエティー「ACT A FOOL!!!」（日高光啓(AAA)）
2010年9月から放送開始。日高が毎回ヒップホップ系アーティストをゲストに招き本音でトークする。またこのコーナーは以前火曜日深夜に独立番組であったものを当番組に内包する形でリニューアルしたもの。原則収録にて放送。
- 水曜ダービー
  - 多くのアーティストがCDを発売する水曜日にはデイリーチャートが大きく変動する。そこで毎週水曜日のデイリーチャートの1位から3位をリスナーが予想し、この「三連単」が的中したリスナーの中から一名に3000円分のお米券がプレゼントされる。
  - アーティストは馬に見立てられ、出走馬（上位ランクインが予想されるアーティスト）が7枠とそれ以外のアーティストがランクインすると予想する場合に使用する「トレセンジョーカー」の計8枠が用意され、火曜日の放送終了時に番組ブログ上の競馬新聞「週刊トレスポ」にアップされる。
  - 「週刊トレスポ」をもとに、トレセンスタッフの光邦、ダースベーＤ、市川喜納蔵、しゅりちゃん、おぐり、のりペッツ、タイロンが予想をする。さらに、メールで応募をしたトレセナーの中から2人を助っ人として加える。トレセンスタッフは予想屋、助っ人を予想屋陣と呼ぶ。
  - リスナーはこの予想も参考にしつつ、自分の予想を火曜日の放送終了後から水曜日チャートの30位が発表される20時までに応募をする。
  - また、単発の予想があり、番組スタッフのタイロンが指定した順位のアーティストを当てる。的中したリスナーの中から一名にタイロンが各地の海で拾ったシーグラス（光邦曰く以前のプレゼントであった「ダースベイDの汚ねえキン消し」のプレゼントが終わり、ようやくあの悪夢から解放されたと話している）がプレゼントされる。
  - 「予想屋」全員の予想が外れた場合は、リスナーにプレゼントされるお米券の額面は倍増する。またどのリスナーの予想も的中しなかった場合は翌週にキャリーオーバーされる。
- あえて言おう
機動戦士ガンダム・ギレンの台詞、「あえて言おう、カスであると」にならって、誰もが知っている当たり前のことをあえて送ってもらいあえて言うコーナー。メッセージが読まれた後は、ジオン兵達の掛け声である、「ジーク・ジオン、ジーク・ジオン」と叫ぶ。

木曜日
- トレセンバラエティー「佐々木ゼミナール」
「代打！じゅんごZ」に変わりじゅんご自らがトレセナーのお宅に訪問し正攻法な教え方ではなく独自の教え方でゴールへと導く。校長はじゅんごである。ちなみに佐々木というのはじゅんごの苗字が佐々木だからである。そして「ほにゃららゼミナール」を連想することから通称「佐ゼミ」とも呼ばれている。ほにゃららの部分は漢字1文字で神奈川県の地名である。当初は電話中継での生放送だったが、後にスタジオからの放送に変更し、この時間に限り、tre-senブログからUSTREAMでライブ配信され、コーナー放送中に佐ゼミ受講予約ダイヤル（佐ゼミに出たいトレセナーを電話募集）が、開設されていた。
- この曲なんだっけ？（ハッスル和尚）（21:00 - ）
和尚が用意した曲を、曲名もアーティスト名も伏せたままでオンエアし、トレセナーからオンエアー中に限り正解を募集するという企画。その週の正解者の中から1人に「和尚の金運が高まると言われているハッスルポスター」がプレゼントされる。
- しばいて！ノリペッツ
番組スタッフ「ノリペッツ」に怒ってもらいたいメッセージを送り、採用されたトレセナーのメッセージに対してキレるコーナー。最初は上品に登場するノリペッツだが、メッセージを読み上げた後、「しばいてー、ノリペーーーッツ！」の掛け声がかかると関西弁に変わり巻き舌でシバかれる（光邦いわく、ノリペッツは兵庫県出身らしい）。シバき終わった後は上品に下ネタでオチを付ける。

金曜日
- トレセンバラエティー「徒然ディオ」（ダイスケ）
前コーナーの終了に伴い2011年1月から放送開始。ダイスケの近況報告や生歌などでリスナーを元気に盛り上げる。また2011年5月 - 2012年7月までは、東京工科大学がスポンサーについていた。
- セクシーあいうえお
20歳以上の女性トレセナー限定参加コーナー。電話機の向こう側から、セクシーに「あ・い・う・え・お」を言ってもらう。光邦、またはじゅんごがセクシーだと思ったら、「Oh Year!」の掛け声が掛かり、コーナー限定グッズ「覇魂手ぬぐい」がプレゼントされる。
- じゅんごの良かれと思って（じゅんご）
本当にあった、体験した面白実話を話す「正直じゅんご」とトレセナーから募集したキーワードを組み合わせて、あたかも実話のように即興でじゅんごが引いたBGMを流しながら面白フィクション話をする「嘘つきじゅんご」がある（後に「正直じゅんご」は終了し、メニュー紹介時にテーマを発表し、トレセナーからメッセージを送ってもらい発表するコーナーに変更される）。
またじゅんごのネタの一つであるF.M.こと「ファニーミュージック」という歌が毎回新曲（新ネタ）で放送される。ちなみにファニーミュージックは、PART100をもって新曲発表を終了し、後に過去の100曲からもう一度聴きたい楽曲をリクエストで募集する形式に変更された。

不定期
- キャンパスインフォメーション（月曜日、木曜日 21:40 - ）
東海大学、亜細亜大学のイベント情報など。
- おぐりカルチャー
おぐりがアーティストの情報や豆知識を披露する。光邦はこのコーナーが番組の進行を妨げるとして嫌っている。
- ふみセン
毎月23日の放送日は、郵便局が制定する、「ふみの日」に当たり、メールが発達した文化の中、「tre-senでも手紙を書きましょう！」と光邦が提案し、メールでの投稿はお休みになり、事前告知により、ハガキもしくは、封書にての受付のみになる。また23日の放送当日には、FAXに限り投稿を受け付けている。
- HAND IN HAND リクエスト
FMヨコハマによる東日本大震災支援プロジェクトの「HAND IN HAND」にちなみ、毎月11日に放送される場合に実施。トレセンチャートを休止し、リクエスト曲のみで番組を進行する。

随時
- tre-senニュース
アーティストのライブ情報やCD発売情報などのアーティストの番記者が伝える。CD発売の前日の火曜日は特に多い。

### 終了したもの
月曜日
- トレセンバラエティー「@peps!ミュージック RADIO」（IMALU）
トレセナー（tre-senのリスナー）から怖いの短い文章・単語を「恐怖しりとり」と題して集めて、大賞に選ばれた言葉の最後の文字から始まる恐怖の短い文章・単語で尻取りをしていくもの。
（〔例〕今週の大賞「新潟でTシャツ一枚」→最後の文字→いで始まるものを募集→次週の大賞「イノシシと添い寝」→ねで始まるものを募集→更に次の週の大賞「ね･･･」）
このコーナーは2010年9月から新コーナーが開始するため終了となった。

火曜日
- 慰めてサウダージ
トレセナーの悔しい出来事、悲しい出来事を読み、サウダージがトレセナーを慰める。サウダージが当番組スタッフを卒業したため終了した。

水曜日
- トレセンバラエティー「ココロ晴レディオ」（TRIPLANE）
2008年3月までのコーナー「アーティストDJコーナー」同様光邦に変わりTRIPLANEがDJとなる。
- 小島大明神
木曜日のエンディングに行われるコーナーでトレセナーが送ったありがたい言葉を小島大明神が紹介する。タイトルコールは似非狂言師の「市川喜納蔵」。きわどいお言葉を言っていただけたら「シコシコステッカー（シコステ）」がもらえる。小島大明神が当番組スタッフを卒業したため終了。
- 「あたるかな？」
ブース内に用意された神奈川県の白地図にダーツを投げ、ゲスト自ら指定した市区町村に的中するとその時点で翌日のオンエア権獲得となる。また、「かけるかな？」と「あたるかな？」の両方を成功させた場合、“ダブルオンエア獲得”として、翌々日のオンエア権もゲットとなる。ちなみに、ダーツが刺さった市区町村は翌日の「代打！じゅんご」の行き先となる。「代打！じゅんご」終了ともに終了。

木曜日
- 「代打！じゅんご・代打！じゅんごZ」（じゅんご）
じゅんごが神奈川県内や東京都内などのトレセナーから依頼があればじゅんごが何でも手伝うというものであった（今まで依頼があった事例：依頼主の自宅の床が抜けおちたので直してほしいなど）。一度県外の依頼もできるようにするためZと命名後多少リニューアルしたが、代打依頼が少なくMCの光邦の安心感をUPする目的で新コーナーを立ち上げるためコーナー終了となった（今まで依頼があった事例：依頼主の自宅の床が抜けおちたので直してほしいなど）。

金曜日
- トレセンバラエティー「シャンク！シャンク！シャンク！」（多胡邦夫）
2008年3月までのコーナー「アーティストDJコーナー」同様光邦に変わり多胡邦夫がDJとなる(2008年3月までは木曜日のアーティストDJ枠で放送)。
- トレセンバラエティー FMヨコハマ開局25周年記念特別企画「ラジオ＠HOME」（ヨースケ@HOME）（金曜日）
2010年9月から3ヶ月限定で放送。リスナーの落ち着く場所・思い出のある場所（通称：アットホームな場所）を事前に募集し、ヨースケ＠HOMEが応募に当選したリスナーに出向きインタビューをし、その「アットホームな場所」でミニライブを行う。その様子や感想などを生放送でヨースケ＠HOMEが語るものであった。
- 私立探偵濱ミルク（末期は私立探偵濱ミック）（22:00 - ）
トレセナーの日常的に抱えてる問題や相談などを、DJ光邦粉する「濱ミルク」と相談していくもの。このコーナー名は乳製品関連のスポンサーが付いていたためで、末期はスポンサー解除された関係で変更された。2010年7月から金曜日も22：00までの放送となったためコーナー終了となった。
- 童謡じゅんご（21:40 - ）
  - 東日本大震災発生直後で自粛ムードの中（2011年3月11日から7日後の出来事）、「じゅんごの良かれと思って」を休止したため代わりにじゅんごが童謡を歌ったところ、光邦やトレセナーから好評だったためレギュラー放送となる。放送当時当番組の次に放送されていた、YOKOHAMA MUSIC AWARD（YMA）の植松哲平も番宣を兼ねて出演していたが、YMAが再度放送時間が変更となり、それとほぼ同時にこのコーナーも終了となった。
  - その後、不定期ながら復活していて、トレセナーから童謡のリクエストを募り、じゅんごが勝手なアレンジで歌う（このコーナーでの触れ込みは、「世界中の童謡1万曲を網羅しているじゅんごさん」）。ちなみに、2012年9月21日は、光邦も歌わされるハメになり、「いざ歌うと恥ずかしいね」と言っていた。また、このコーナーがきっかけで「トレセン童謡部」を発足させ、「童謡歌唱コンクール」に出場するための予選出場を決意。光邦、じゅんご、植松、N.U.トレセン童謡部所属のトレセナーがデモテープを送りチャレンジしたが、全員予選落ち。後日しゅりちゃんが童謡歌唱コンクール関東・甲信越大会の会場に潜入し、なぜ予選落ちしたかを検証する企画が行われた（しゅりちゃん曰く、「レベルが違いすぎる！」とのこと）。

## 番組独自のヒットチャートについて
- tre-sen独自の音楽ヒットチャートを毎日放送している。
- このチャートは、CDショップの売上（新星堂・横浜ジョイナス店、タワーレコード・横浜モアーズ店のCDセールスデータ）やエアプレイ、iTunes、music.jpのダウンロードポイント、音楽情報サイト「hotexpress」を運営するプランテック調査による首都圏のラジオオンエアチャート、そしてリスナーのリクエストを集計して作成した番組オリジナルのデイリーチャートである。
- だが、リクエストなど変動要因が大きな影響力を持っていることもあり、変動がとても激しい（特に水曜日、これを利用して水曜日の上3位を当てる「トレセン水曜ダービー」などもある。前述。）ほか、まだ発売されていない曲がチャートにランクインすることもある。

## tre-senオリジナルグッズ
以下、常時用意されているもの。
- 覇魂ステッカー（デカ耐水（防水）タイプ）
- 極小覇魂ステッカー（デカサイズが品切れになった際の代替品）
- 月替わりのアーティストとtre-senのコラボステッカー
- 覇魂ハチマキ
- 覇魂手ぬぐい（セクシーあいうえおコーナー合格者のみ）
- べらんちょステッカー（佐々木ゼミナール受講者のみ）